# 納羅奇湖攻勢
納羅奇湖攻勢（英語：Lake Naroch Offensive）是俄軍1916年在第一次世界大戰的東方戰線發起的一場不成功攻勢。這場攻勢起因於法國元帥約瑟夫·霞飛的要求，因為協約國希望藉此減低德軍在西方戰線給法軍帶來的壓力。由於缺乏偵察，俄軍砲兵的支援未能壓制及削弱德軍強化的防禦陣地和砲兵陣地，最終導致俄軍只能直接進行代價高昂且毫無成效的進攻，而且還被惡劣天氣所阻撓。3月30日，埃弗特將軍下令俄軍停止進攻。

## 背景
1915年12月，俄國、法國、英國及義大利四國達成尚提伊協定，將於1916年夏季一同向同盟國發起進攻。俄國感受到有需要派軍去法國和薩洛尼卡作戰（但這非俄國所願），並在東方戰線發起進攻，以期從英法手中獲得彈藥。
法國要求俄國在東線發起攻勢，以期能迫使德國轉移更多正在西線進攻凡爾登的部隊到東線來。 尼古拉二世同意了法國的要求，並選定納拉奇湖地區（今日白俄羅斯境內）做為進攻的地方，因為該地的俄羅斯帝國陸軍在數量上與艾希霍恩將軍率領的德軍相比，有著極大的優勢。

## 戰力對比
俄羅斯第二軍團由16個步兵師及4個騎兵師組成，下轄253個營、153個分隊及887門火砲，與此相比德軍僅有9個步兵師及3個騎兵師，下轄89個營、72個連隊以及720門各式口徑的火砲。

## 戰役過程
俄軍最初的炮轟持續了兩天之久，但相當地不準確，導致大部分的德軍砲兵依然完善，而俄軍在進攻的時候又成群結隊而不是分散穿梭，使得他們成為德軍機槍的絕佳目標。俄軍的進攻推進了10公里，但即便他們在數量上有巨大優勢，卻依然沒辦法對有完善組織和防備的德軍造成任何顯著的傷害。
俄軍攻取的領土很快就在德軍後續的反擊中被奪回，而3月21日第二波在里加發起的進攻也未能取得戰果。

## 結果
俄軍的行動完全失敗，不僅削弱了自身的士氣，也沒幫到法軍，並成為一戰中眾所周知耀眼的人海戰術範例。俄軍大量部隊在戰場上的同一地向敵軍陣地持續重複進攻。最終向德軍陣地的進攻被遏止，因為就如同埃弗特在3月30日的命令寫道的那樣，這次進攻沒有取得「決定性的結果（decisive results）」，而且「暖和的天氣與充沛的降雨（the onset of warm weather and abundant rains）」導致許多地方都變得過於泥濘。

## 文獻
- Holstein, Günther. Nacht am Narocz [Night at Lake Narach] text set to music by Siegfried Wagner for tenor and piano in 1919.
- Keegan, J. (2001). Der erste Weltkrieg. Eine europäische Tragödie [The First World War. A European Tragedy]. (in German) Rowohlt-Taschenbuch-Verlag, Reinbek bei Hamburg, ISBN 3-499-61194-5
- Podorozhniy N. E. (1938). Narochskaya operatsiya v marte 1916 g. na russkom fronte mirovoy voyni [The Naroch Offensive in March 1916 on the Russian Front of the World War] (in Russian) Moscow: Voenizdat. 1938
- Stone, N. (1998). The Eastern Front 1914–1917. Penguin Books Ltd., London, ISBN 0-14-026725-5
- Zabecki, D. T., editor (2014). Germany at War: 400 Years of Military History. ABC-CLIO, ISBN 978-1-59884-980-6
- Zentner, C. (2000). Der erste Weltkrieg. Daten, Fakten, Kommentare. Moewig, Rastatt 2000, ISBN 3-8118-1652-7

## 外部連結
- 1916年納羅奇湖戰役 （页面存档备份，存于）

54°51′13″N 26°46′34″E / 54.8535°N 26.7761°E